# Universalitet
Universalitet är en filosofisk term för allmängiltighet. Vissa moralfilosofer ser universaliserbarhet som ett grundläggande krav på etiska teorier. R.M. Hare definierar i Moral Thinking universaliserbarhet som "att om vi fäller olika moralomdömen om situationer, vilka vi medger är identiska i sina universella, deskriptiva egenskaper, så säger vi emot oss själva." Preskriptivistisk metaetik kan beskrivas som universalisk. 